# Камерный хор
Камерный хор — вокальный коллектив сравнительно небольшого состава (не более 30—40 человек), обладающий камерными качествами: «особой тонкостью, детализацией исполнения, динамической и ритмической гибкостью». Участники камерных хоров, как правило, имеют или получают музыкальное образование. В камерных хорах часто применяется смешанная (поквартетная) расстановка, дающая исполнителям бо́льшую свободу и открывающая место для их творческой активности. Камерные хоры получили широкое распространение во второй половине XX века.